# Salomo ibn Verga
Salomo ibn Verga (hebr.: שלמה אבן וירגה) (geboren in der zweiten Hälfte des 15. Jahrhunderts in Spanien; gestorben im ersten Viertel des 16. Jahrhunderts in Flandern) war ein spanisch-portugiesischer Arzt, Dichter und Historiker. Er ist der Verfasser von Schewet Jehuda.

## Leben
Ibn Vergas Familie stammte nach seinen eigenen Angaben aus Sevilla und übersiedelte nach Kastilien, wo Salomo ibn Verga ein hohes Amt in der spanisch-jüdischen Gemeinde innehatte. Im Jahr 1489 sammelte er in deren Auftrag Geld, um die bei der Eroberung von Málaga gefangenen Juden auszulösen. Nach dem Vertreibungsedikt (Alhambra-Edikt) der katholischen Könige floh er 1492 nach Portugal und ließ sich in Lissabon nieder. Anlässlich der vom portugiesischen König Manuel I. angeordneten Zwangskonversion der Juden trat Ibn Verga 1497 zum Christentum über. Als den Neuchristen 1506 die Auswanderung erlaubt wurde, verließ er Portugal, um in das Osmanische Reich zu gelangen, das viele jüdische Flüchtlinge aufnahm. Er starb vermutlich schon am Anfang seiner Reise in Flandern.

## Schewet Jehuda
Das einzige von ihm erhaltene Werk ist Schewet Jehuda (Zuchtrute/Zepter/Stamm Judas). Das Buch entstand zu Beginn des 16. Jahrhunderts und enthält in 64 Paragraphen Darstellungen von Judenverfolgungen von der Zeit der Römer bis in seine Zeit. Die Berichte sind teils historisch und auf älterer Geschichtsschreibung beruhend, teils sagenhaft und frei erfunden. Trotz seines oft ahistorischen Charakters galt das Buch lange Zeit als wichtige Quelle zum Thema der Verfolgungen und Vertreibungen in der Diaspora.
Salomo ibn Verga schrieb sein Werk offenbar pseudepigraphisch seinem Verwandten Juda ibn Verga zu und will es selbst nur ergänzt haben. Sein Sohn, Josef ibn Verga, führte es später fort.
Das Buch erschien 1554 in Adrianopolis (heute Edirne). Eine deutsche Ausgabe von Meir Wiener erschien 1856. Die Zahl der vielen Neuauflagen und Übersetzungen belegt seine Beliebtheit und hohe Verbreitung, die mehrere Jahrhunderte anhielt.
Ausgaben (Auswahl)
- Erstdruck Adrianopel 1554 (Hebräisch)

- Hebräisch
  - Prag 1609
  - Amsterdam 1638, 1655, 1709, 1729
  - Zolkow 1802, 1804, 1807, 1809
  - Lemberg 1836, 1846, 1874, 1856, 1863, 1864, 1866, 1870, 1874,
  - Jerusalem 1940, 1946, 1947, 1955, 1922

- Jiddisch
  - Krakau 1591
  - Amsterdam 1648, 1700
  - Sulzbach 1670, 1700
  - Wilna 1899, 1900, 1901, 1904, 1910, 1913, 1930

- Spanisch
  - Amsterdam 1640, 1706, 1744 (Vara de Iuda)
  - Granada 1925
  - Barcelona 1991 (La vara de Yehudah)

- Lateinisch
  - Amsterdam 1651, 1654, 1680 (Tribus Judae)

- Deutsch
  - Das Buch Schevet Jehuda. Aus dem hebräischen in's deutsche übertragen von [...] M. Wiener. Hannover 1856. (Neudruck 1924)
  - Schevet Jehuda. Ein Buch über das Leiden des jüdischen Volkes im Exil. In der Übersetzung von Me’ir Wiener. Herausgegeben, eingeleitet und mit einem Nachwort zur Geschichtsdeutung Salomo Ibn Vergas versehen von Sina Rauschenbach. (Mit einer Übersicht zu den Ausgaben) Berlin 2006. ISBN 978-3-937262-34-5